# Плуто
Плуто (англ. Pluto або англ. Pluto the Pup) — анімаційний персонаж, що став відомим в серії коротких мультфільмів студії Волта Діснея. Найчастіше він з'являвся на екрані як домашня собака Міккі-Мауса. Плуто також виконував незалежну головну роль в 48 діснеївських мультфільмах в 1930-х, 1940-х та 1950-х роках. Плуто вирізняється серед інших діснеївських персонажів тим, що він не є антропоморфним, окрім незвично широкого діапазону міміки або використання передніх лап в деяких випадках; він насправді поводитися як звичайна собака (на відміну від Гуфі, який являє собою антропоморфного собаку). Плуто є V.I.P. членом Клубу Мікі Мауса (англ. Mickey Mouse Club).